# Varesmetsa
Varesmetsa est un village de la commune de Iisaku dans le comté de Viru-Est en Estonie. Il compte 35 habitants